# Tamarana
Tamarana est une ville de l'État du Paraná au Brésil.